# Fasole chinezească
Fasolea chinezească (Vigna unguiculata subsp. sesquipedalis) este o legumă cultivată pentru tecile ei comestibile care conțin semințe imature, întocmai ca și fasolea verde. Numele subspeciei, sesquipedalis, înseamnă 'un picior și jumătate' și se referă la lungimea tecilor, care sunt impresionant de lungi.
Este preponderent cultivată in Asia, mai ales în China.

## Descriere
Fasolea chinezească se cultivă în principal pentru tecile ei care sunt între 35 și 75 cm lumgime. Deși numită „fasole” în mai multe limbi, fasolea chinezească nu face parte din același gen ca fasolea. Fasolea chinezească este o plantă anuală, urcătoare. 
Tecile încep să se formeze la 2 luni după plantarea din sămânță. Apar în grupuri de câte două sau mai multe teci pe tulpină. Tecile se culeg când semințele sunt imature. Dacă se lasă să ajungă la maturitate, atunci semințele se închid la culoare, se întăresc și au aspectul unor boabe de fasole mai mici, care sunt comestibile. De fapt, soiurile de fasole chinezească se disting între ele după culoarea semințelor. Deși îi ia mai mult timp să ajungă la maturitate decât fasolea obișnuită, fasolea chinezească are un randament foarte ridicat, producând foarte multe teci pe o singură plantă în continuu pană la primul îngheț.
Fasolea chinezească este ușor de crescut în zonele cu veri fierbinți și umede, astfel fiind un cultivar recomandat acolo unde este prea cald pentru fasolea obișnuită.

## Utilizare
Tecile pot fi consumate crude sau gătite, atâta timp cât sunt culese când semințele sunt imature. Fasolea chinezească se poate folosi la fel ca fasolea verde. Unele soiuri își păstrează culoarea la gătit, cum ar fi soiul roșu-violet, ceea ce adaugă culoare în felurile de mâncare. Se folosesc în salate, prăjite, în supe sau în tocănițe. Cel mai des sunt folosite în bucătăria chinezească în felurile de mâncare de tip stir-fry cu sos de soia.

## Imagini

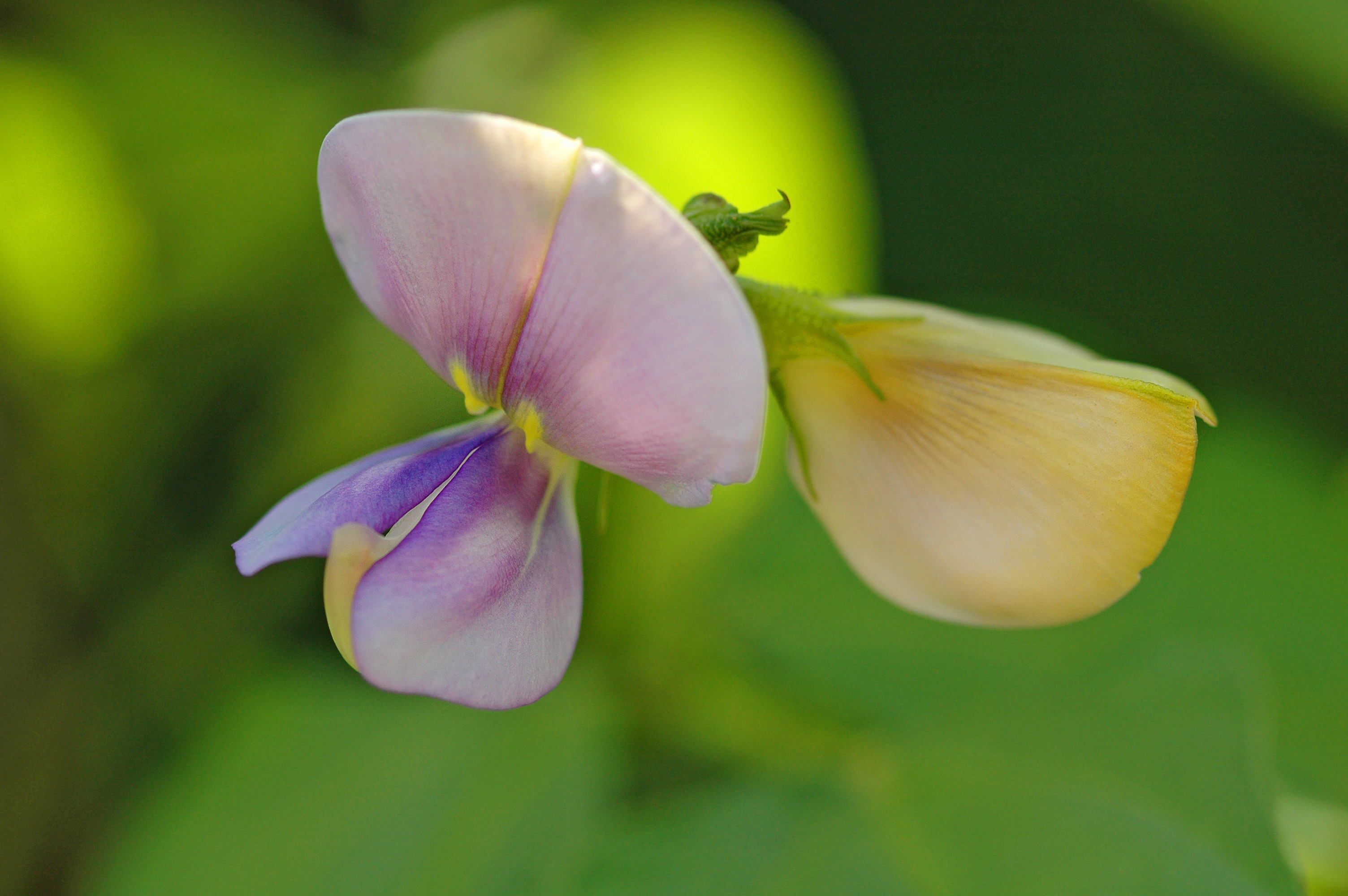
Flori de fasole chinezească
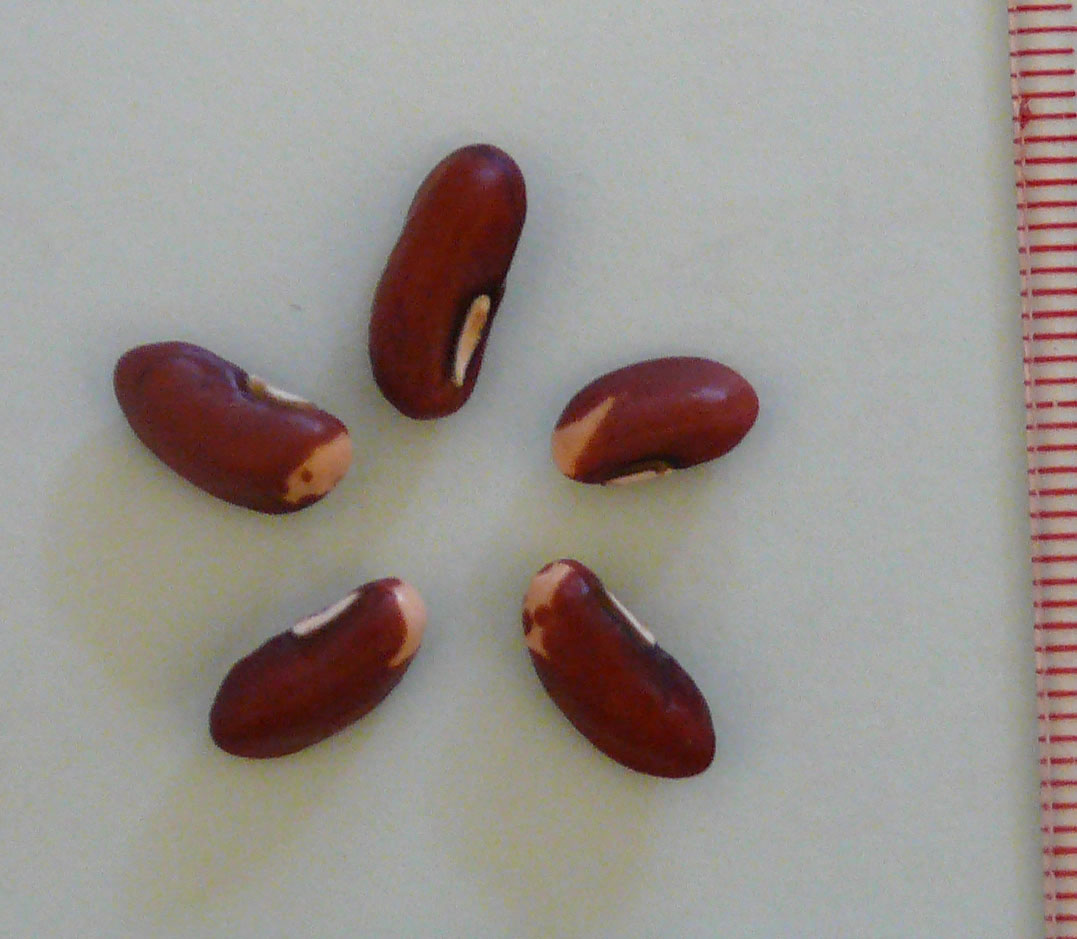
Semințe de fasole chinezească
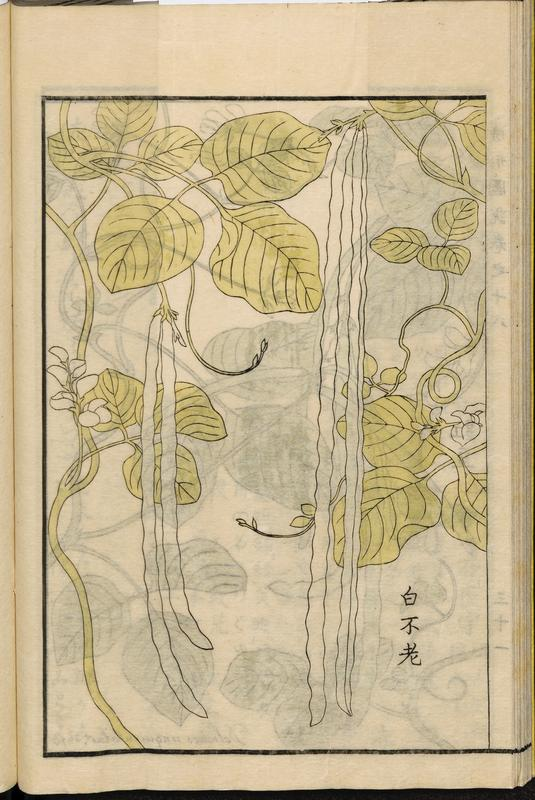
Fasole chinezească. Ilustrație din Enciclopedia Agriculturală Japoneză, Seikei Zusetsu (1804)